# Сдружение на македонците от Егейския дял на Македония
Сдружение на македонците от Егейския дял на Македония (на македонска литературна норма: Здружениe на Македонците од Егејскиот дел на Македонија) е неправителствена организация в Северна Македония, която обединява бежанците от Егейска Македония и техните наследници. Организацията е създадена през 1989 година в Скопие, като главна поставена цел пред нея е пропагандирането на въпросите свързани с бежанците от Гърция и положението на хората с македонско национално самосъзнание там. На 17 юни 1993 година сдружението издава първи брой на печатния си орган вестник „Незаборав“. То организира „Общомакедонски срещи“ между граждани на Северна Македония и такива от нейната диаспора през 1998 и 2003 година, като идеята за създаването на сдружението се появява през 1988 година, когато е организирана първата подобна общомакедонска среща от Сдружението на децата бежанци от Егейския дел на Македония.
През юли 2009 година на събрание във Велес се постига обединение между 10 дружества, като се създава организацията Сдружение на македонците от Егейския дял на Македония „Македон“, на която за председател е избран Ташко Йовановски, а за подпредседател Ацо Петров. Месец по-рано е основано и дружеството „Македонска зора“, което числи 57 души членове и си поставя подобни цели. През 2011 година Сдружението на македонците от Егейския дел на Македония в Скопие и Сдружението на прогонените македонци в Битоля се обединяват в едно дружество на среща в Тетово. Организациите са близки до Световния македонски конгрес. С тяхна помощ се създава и Сдружение на бегълците егейци от 1912 година и техните наследници „Лястовица“.
Сдружението на македонците от Егейския дял на Македония първоначално е създадено в началото на 50-те години на XX век, когато подема издаването на вестника „Глас на егейците“, допреди това издаван от Сдружението на децата бежанци от Егейския дел на Македония.